# 日向市立寺迫小学校
日向市立寺迫小学校（ひゅうがしりつ てらさこしょうがっこう）は、宮崎県日向市東郷町にある公立の小学校。

## 概要
- 児童数 - 72名（2020年度）

## 沿革
- 1875年 - 開校。
- 1887年 - 寺迫簡易小学校に改称。
- 1892年 - 寺迫尋常小学校に改称。
- 1941年4月1日 - 寺迫国民学校に改称。
- 1947年4月1日 - 東郷村立寺迫小学校に改称。
  - 児湯郡美々津町（当時）の落鹿、高松、宮の下地区の児童が編入[1]。
- 1969年4月1日 - 町制施行により、東郷町立寺迫小学校に改称。
- 2006年2月25日 - 日向市との合併により、日向市立寺迫小学校に改称。

## 通学区域
寺迫小学校の通学区域には以下の区域が指定されている。
- 落鹿
- 高松
- 寺迫の一部
- 宮の下

## アクセス
- バス：南部ぷらっとバス 「寺迫小下」バス停下車